# Lipotriches maai
Lipotriches maai là một loài Hymenoptera trong họ Halictidae. Loài này được Michener mô tả khoa học năm 1965.